# 福河村
福河村（ふくかわそん）は、かつて岡山県和気郡にあった村。
現在の備前市日生町寒河・日生町寺山および兵庫県赤穂市福浦にあたる。

## 沿革
- 1889年（明治22年）6月1日 - 町村制施行に伴い、和気郡福河村が発足する。
  - 福河村の地名は福浦村（福浦地区）と寒河村（寒河地区）が由来となっている。
  - 日生村・大多府村・寒河村・福浦村・福浦新田村・寺山村の6村を福河村と日生村（後の日生町）の2村に編成された[1]。
- 1955年（昭和30年）3月1日 - 赤穂線延伸により、備前福河駅・日生駅が開業する。
- 1955年（昭和30年）3月31日 - 和気郡日生町との対等合併により（新）日生町となる。
- 1962年（昭和37年）4月1日 - 赤穂線の備前福河駅 - 日生駅間に寒河駅が開業する。
- 1963年（昭和38年）9月1日 - 福浦地区（寺山を除く）が兵庫県赤穂市へ越県分離となる。
  - 兵庫県赤穂市に編入された後も、令和の現在に至るまで福浦地区は中国電力の電力供給エリアである。

1946年（昭和21年）1月23日付の「坂内」地区（赤穂町・坂越町・高雄村）3町村長連名による申し合わせでは、3町村の合併により赤穂市制施行後、有年村・福河村に合併を働きかけることが記されていて、この時点ですでに現在の赤穂市域とほぼ同じ構想であったことがわかる。福河村の動きは町村合併促進法施行後に具体化し、1953年（昭和28年）10月、福河村長・村議会長は赤穂市に対し非公式に合併を打診する。赤穂市もこの打診に積極的に応じ同年末に合併調査特別委員会を設ける。越県合併については内閣総理大臣が適当と認める場合には関係県議会の議決を経なくても町村合併が可能であることから、赤穂市はこれに基づき福河村のみでなく日生町にも合併を働きかけた。一方岡山県側は和気郡南部6町村（福河村・日生町・伊里町・備前町・鶴山村・香登町）の合併計画を進めていたが、福河村・日生町はこれに反対であった。日生町は福河村との合併を希望するが、両町村には漁業権の対立がありスムースにはいかなかった。
1953年11月、福河村は寒河・福浦の両地区で村民大会を開いたところ、寒河では日生町との合併に賛成する意見が多数であったのに対し、福浦では漁民を中心にこれに反対し分村して赤穂市との合併を求める意見が出された。1955年（昭和30年）1月、岡山県の指導により福河村は日生町との合併を決議するが、福浦地区はあくまでも反対し、合併協定書には日生町との合併成立後に福浦地区の分町を認めるとの付帯事項が付けられた。同年3月31日に福河村はひとまず日生町に合併されたが、同年6月に福浦地区は赤穂市との合併を求める署名を住民の91%分集め、同年8月16日の福浦地区住民大会にて赤穂市への合併を決議した。日生町議会は福浦地区より提出された分町要請書を取り下げさせたので、1956年（昭和31年）1月28日に福浦地区代表は自治庁長官に実状を陳情、1957年3月2日には赤穂市も兵庫県知事に越県合併に関する嘆願書を提出し兵庫県もこれを政府に進達したため合併問題が中央政府レベルの問題へと発展した。
政府は1957年（昭和32年）3月に市町村建設促進中央審議会調停委員に解決を付託した。様々な運動が展開された末1961年（昭和36年）3月に中央調停委員は福浦地区を赤穂市に編入することを柱とする調停案を示すが、岡山県はこれを拒否した。さらなる調停手続きも不調に終わり、審議会は合併可否を住民投票に付すよう答申を行った。事態が進展しないことから1963年（昭和38年）6月、自治大臣の篠田弘作は「話し合いで解決しないならば住民投票で決めるように」と両県知事に対し斡旋し、7月8日に具体的な境界変更案を示し事実上の最後通牒を行った。岡山県側はあくまで住民投票に反対であったものの日生町は7月16日から17日にかけての徹夜の町議会でついに福浦地区の分町を決議、10年を費やしてようやく分町が実現する運びとなった。

## 地名の読み方
- 寒河（そうご）
- 寺山（てらやま）
- 福浦（ふくうら）

## 交通

### 鉄道
- 日本国有鉄道
  - 赤穂線：備前福河駅 - 日生駅

現在は旧村域に寒河駅が所在するが、当時は未開業。

## 出身人物
- 里村欣三（小説家）